# Michel Tugot-Doris
Pour les articles homonymes, voir Doris.
 (avril 2017).
Si vous disposez d'ouvrages ou d'articles de référence ou si vous connaissez des sites web de qualité traitant du thème abordé ici, merci de compléter l'article en donnant les références utiles à sa vérifiabilité et en les liant à la section « Notes et références ».
Michel Tugot-Doris est un acteur français, né le 25 décembre 1941 à Paris[réf. nécessaire].
Il est le fils du comédien et humoriste Pierre Doris.

## Biographie

### Famille
Michel Tugot-Doris est le fils de l'acteur Pierre Doris.
Il est le père d'une fille et le grand-père d'une petite-fille qui vivent dans le Var, pour lesquelles il a pris sa retraite.
Il a vécu à Bois-Héroult en Seine-Maritime pendant 25 ans.

### Carrière
Il commence sa carrière à la télé, par les publicités, puis au cinéma. Au milieu des années 1960, il prend des cours de comédie avec Gérard Depardieu.

## Filmographie
- 1971 : La Maison des bois (mini-série) de Maurice Pialat
- 1973 : Je sais rien, mais je dirai tout de Pierre Richard
- 1976 : Nick Verlaine ou Comment voler la Tour Eiffel, de Claude Boissol, épisode : Le monstre, (série télévisée)
- 1976 : Minichroniques de René Goscinny et Jean-Marie Coldefy, épisode C'est du cinéma : le chauffeur pressé
- 1977 : L'Animal de Claude Zidi
- 1979 : Les Cinq Dernières Minutes épisode Mort à la criée de Claire Jortner
- 1981 : Les Cinq Dernières Minutes de Claude Loursais, épisode L'écluse du temple
- 1981 : Les Enquêtes du commissaire Maigret de Stéphane Bertin (série télévisée), épisode : Maigret se trompe
- 1982 : Les Cinq Dernières Minutes, épisode : L'Impasse des brouillards de Claude Loursais
- 1982 : Les Enquêtes du commissaire Maigret de Louis Grospierre (série télévisée), épisode : Maigret et le Clochard
- 1982 : Légitime Violence de Serge Leroy
- 1982 : Te marre pas... c'est pour rire ! de Jacques Besnard
- 1982 : Pour cent briques, t'as plus rien... d'Edouard Molinaro
- 1982 : Médecins de nuit de Stéphane Bertin, épisode : Jo Formose (série télévisée)
- 1983 : Deux heures moins le quart avant Jésus-Christ de Jean Yanne
- 1983 : Le Bourreau des cœurs de Christian Gion
- 1983 : On l'appelle catastrophe de Richard Balducci
- 1985 : Les Cinq Dernières Minutes : Meurtre à la baguette de Jacques Audoir
- 1985 : Le téléphone sonne toujours deux fois de Jean-Pierre Vergne
- 1985 : Double face de Serge Leroy
- 1987 : La Revanche des mortes vivantes de Pierre B. Reinhard
- 1987 : Les Enquêtes du commissaire Maigret, épisode : Maigret voyage de Jean-Paul Carrère
- 1987 : Les Cinq Dernières Minutes : La Peau du rôle de Guy Jorré
- 1987 : Le Gerfaut de Marion Sarraut (feuilleton télévisé)
- 1988 : Un Cœur de marbre de Stephane Kurc
- 1996 : Golden Boy de Jean-Pierre Vergne
- 1997 : Bienvenue au Pays du Père Noël de Pascal Thomas : le lutin pianiste et chanteur
- 2000 : On fait comme on a dit de Philippe Bérenger

## Doublage

### Cinéma

#### Films
- Richard Griffiths dans (5 films) :
  - Harry Potter à l'école des sorciers (2001) : Oncle Vernon Dursley
  - Harry Potter et la Chambre des secrets (2002) : Oncle Vernon Dursley
  - Harry Potter et le Prisonnier d'Azkaban (2004) : Oncle Vernon Dursley
  - Harry Potter et l'Ordre du phénix (2007) : Oncle Vernon Dursley
  - Harry Potter et les Reliques de la Mort, partie 1 (2010) : Oncle Vernon Dursley

- Joe Viterelli dans :
  - Mafia Blues (1999) : Jelly
  - Spot (2001) : Gino
  - Mafia Blues 2 (2002) : Jelly

- Jon Polito dans :
  - Blankman (1994) : Michael Minelli
  - Max zéro malgré lui (1995) : l'agent Palmer

- Ian McNeice dans :
  - L'Éducatrice et le tyran (1997) : Ira Grushinsky
  - From Hell (2002) : le coroner Robert Drudge

- 1975[3] : Les Dents de la mer : Ben Meadows (Carl Gottlieb)
- 1990 : L'Ambulance : l'inspecteur Ryan (James Dixon)
- 1991 : 29th Street : Vito Pesce (Frank Pesce (en))
- 1992 : Explosion immédiate : James Garvey (Al Waxman)
- 1993 : Amos et Andrew : Phil Gillman (Michael Lerner)
- 1994 : Freddy sort de la nuit : lui-même (Robert Shaye)
- 1994 : Ace Ventura, détective pour chiens et chats : le sergent Aguado (John Capodice)
- 1994 : Le Profiler : le sergent Belvin (John P. Connolly)
- 1994 : Les Évadés : voix additionnelle
- 1995 : Seven : le détective Taylor (Daniel Zacapa)
- 1995 : Casper : Bouffi (Brad Garrett) (voix)
- 1995 : Wild Side : Dan Rackman (Allen Garfield) / le chef (Lewis Arquette)
- 1995 : Forget Paris : le serveur (Robert Costanzo)
- 1995 : Casino : voix additionnelle
- 1996 : Mars Attacks! : le président du congrès (John Finnegan) / l'investisseur texan d'Art Land (Rance Howard)
- 1996 : Mes doubles, ma femme et moi : l'inspecteur du building (Glenn Shadix)
- 1996 : À l'épreuve des balles : Finch (Bill Nunn)
- 1996 : Escroc malgré lui : Vladek Vidov (Hector Elizondo)
- 1996 : La Course au jouet : Booster (Curtis Armstrong)
- 1997 : Donnie Brasco : voix additionnelle
- 1998 : Godzilla : le premier SDF (Leonard Termo)
- 1998 : Contre-jour : Harold (Stephen Peabody)
- 1998 : Buffalo '66 : le propriétaire du café (Carl Marchi)
- 1998 : Le Masque de Zorro : ? ( ? )
- 1999 : Perpète : Cookie (Anthony Anderson)
- 1999 : 35 heures, c'est déjà trop : Milton Waddams (Stephen Root)
- 2000 : The Patriot : M. Simms (Bill Roberson)
- 2000 : Les Pierrafeu à Rock Vegas : Fred Flintstone (Mark Addy)
- 2001 : Le Sang des innocents : Leone (Massimo Sarchielli) / le détective Cascio (Aldo Massasso)
- 2001 : Crocodile Dundee 3 : Diego (Paul Rodriguez)
- 2002 : Allumeuses ! : le flic de San Francisco 1 (Manny Rodriguez)
- 2002 : Père et flic : Arnie (Matthew Cowles) / Herb (Michael P. Moran)
- 2002 : Pluto Nash : Jack ( ? ) / Roy (Bill Corday)
- 2005 : La Légende de Zorro : ? ( ? )
- 2005 : La Guerre des mondes : Sal (Peter Gerety)
- 2010 : Au-delà : Carlo, le prof de cuisine (Steve Schirripa)
- 2011 : J. Edgar : Arthur Koehler (Stephen Root)

#### Films d'animation
- 1981 : Vuk, le petit renard : Unka, la grenouille
- 1981[4] : Adieu Galaxy Express 999 : le contrôleur
- 1994 : Astérix et les Indiens : Assurancetourix
- 1998 : Les Merveilleuses Aventures de Crysta : Boss
- 2004 : Steamboy : Archibald Simon

### Télévision

#### Séries télévisées
- 2000-2007 : Gilmore Girls : Taylor Doose
- 2002 : Firefly : Black Robbins
- 2004 : 24 heures chrono : Kevin Kelly
- 2007-2008 : Jordan : Grant Cunningham (Beau Billingslea)
- 2010-2012 : Breaking Bad : Duane Chow (James Ning) (2 épisodes)

#### Séries d'animation
- 1991 : Lucky Luke : William Dalton, Zilch
- 1991 : Retour vers le futur : Emmett « Doc » Brown
- 1996-2001 : Donkey Kong Country : Voix additionnelles
- 1997 : Blake et Mortimer : Sir Williamson
- 1997 : Le Monde Fou de Tex Avery : Genghis
- 1998 : Fat Dog Mendoza : Fat Dog
- 1998 : Cowboy Bebop : Docteur Baccus
- 1999 : Alexander : Diogène
- 1999 : Hunter X Hunter : Tonpa
- depuis 1999 : One Piece : Pappag et Pekoms (1re voix, ép. 570 à 662) (2eme doublage en 2008)
- 2000 : Pantin la pirouette
- 2001 : Rocket Power : Tito Makani, M. Stimpleton
- 2002 : Les pingouins à la rescousse : Cacho
- 1996-2003 : Tabaluga : Arktos
- 2003 : L'Odyssée : Diomède
- 2005 : Le Royaume des couleurs : Premier Ministre Caméléon

#### Téléfilms
- 1993 : L'innocent : Black

### OAV
- 2001 : Harlock Saga : Yattaran
- 2003 : Gun Frontier : Docteur Surusky
- 2003 : Cosmowarrior Zero : La Jeunesse d'Albator : Yattaran
- 2005 : Captain Herlock: The Endless Odyssey : Docteur Zero
- 2005 : Space Symphony Maetel : Yattaran

### Jeux vidéo
- 1996 : Leisure Suit Larry VII : Drague en haute mer : Larry Laffer
- Toonstruck : Pic le Clown